# مارتن إنديك
مارتن شون إنديك (1 يوليو 1951 - 25 يوليو 2024)، دبلوماسي أمريكي ومحلل للعلاقات الخارجية يتمتع بخبرة في الشرق الأوسط. شغل منصب السفير الأمريكي لدى إسرائيل لفترتين (من أبريل 1995 - سبتمبر 1997) و(من يناير 2000 إلى يوليو 2001).

## حياته
ولد لعائلة يهودية بريطانية ولكن انتقلت إلى أستراليا وهاجر بعد إتمام دراسته في جامعة سيدني إلى الولايات المتحدة وحصل على الجنسية الأمريكية عام 1993. وهو عضو في جماعة الضغط اليهودية في الولايات المتحدة إيباك. يعتبر إنديك السفير الأمريكي الوحيد الذي ولد لأصول أجنبية وعمل كسفير في إسرائيل.
عيّنه الرئيس الأمريكي مبعوثا للسلام في الشرق الأوسط في يوليو عام 2013، ثم تولي نيابة رئيس ومدير الساسة الخارجية في معهد بروكينغز في واشنطن العاصمة.